# Maxwell (Rapper)

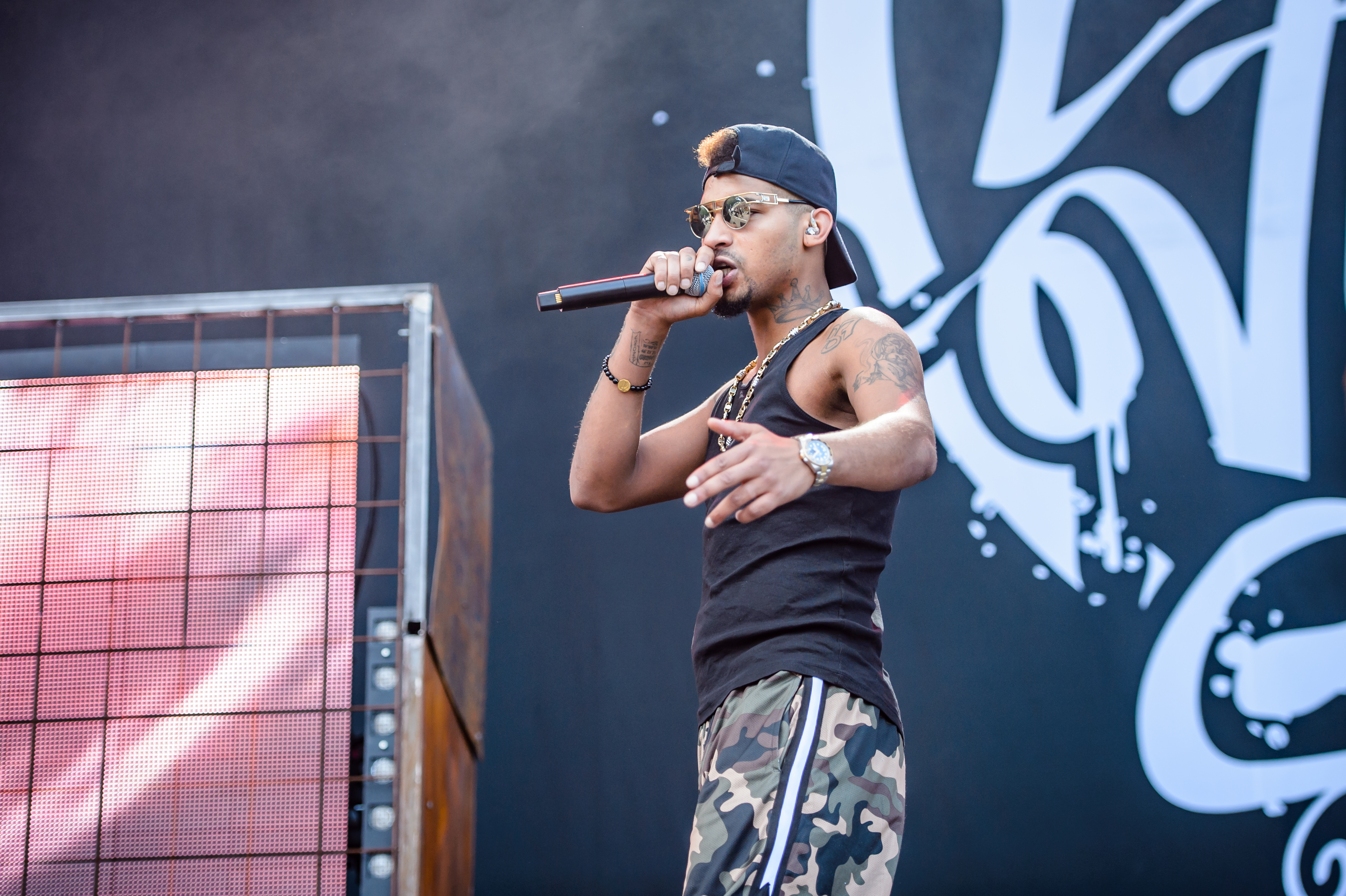
Maxwell (2017)

Maxwell (* 23. März 1993 in Hamburg; bürgerlich Maxwell Kwabena Schaden) ist ein deutscher Rapper.
Er gehört zur Hamburger Rap-Crew 187 Strassenbande. Der Durchbruch gelang ihm mit dem Kollaboalbum Obststand, das er zusammen mit LX aufnahm, der ebenfalls der 187 Strassenbande angehört.

## Leben und Karriere
Maxwell Kwabena Schaden wuchs im Hamburger Stadtteil Hohenfelde auf. Mit 15 Jahren begann er, sich für Hamburger Rapper wie Nate57 und Bonez MC zu interessieren. Dabei kam der erste Kontakt mit Bonez MC und Gzuz zustande, brach jedoch bald wieder ab. Nachdem er Bonez MC Jahre später erneut getroffen hatte, schloss er sich diesem und der 187 Strassenbande an. Er debütierte mit zwei Feature-Tracks auf dem Kollaboalbum High & hungrig von Gzuz und Bonez MC. Weiterhin folgten fünf Tracks mit ihm auf dem dritten Sampler der 187 Strassenbande. Als LX sich der Gruppe anschloss, entstand die Idee, etwas Gemeinsames aufzunehmen, woraus ihr gemeinsames Album Obststand entstand, das am 12. Juni 2015 erschien. Mit Platz fünf in den deutschen Albumcharts konnte er seinen ersten größeren Erfolg verbuchen. Bei der Echoverleihung 2016 wurde er daher zusammen mit LX, welcher der Verleihungszeremonie aufgrund seiner Inhaftierung nicht beiwohnen konnte, als „Bester Newcomer“ nominiert.

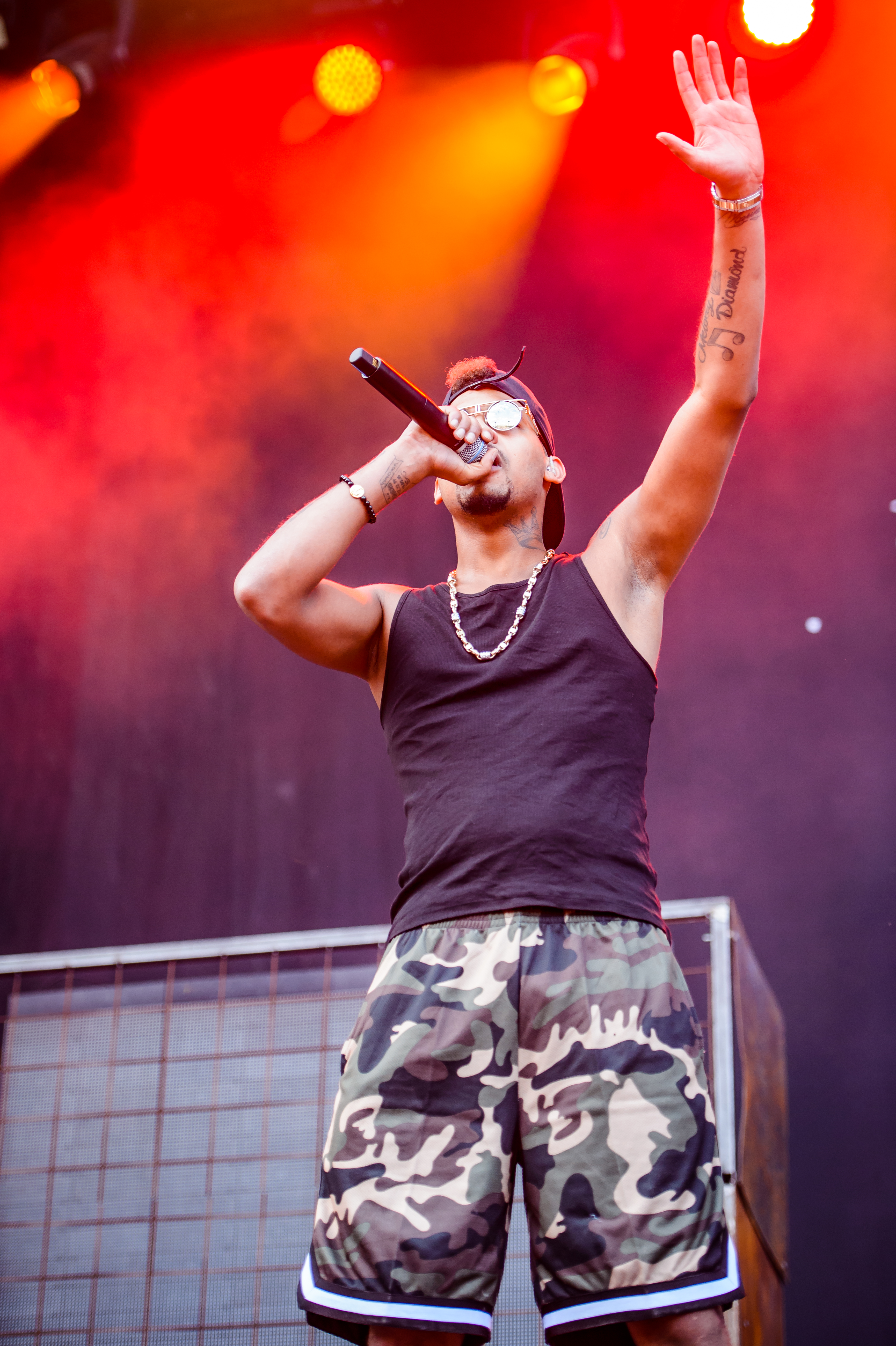
Maxwell bei Rock im Park 2017

Am 24. März 2017 erschien sein Debütalbum Kohldampf, welches drei CDs enthält.
Auf dem am 18. Juli 2017 erschienenen Sampler 4 der 187 Strassenbande ist er mit seinem Track Meine Message und in Parts von fünf weiteren Tracks vertreten. Das Album erreichte in Deutschland Platinstatus und landete in Deutschland, Österreich und der Schweiz auf Platz 1 der Albumcharts.
Am 28. Juni 2019 veröffentlichten er und LX ihr zweites Kollaboalbum Obststand 2, mit dem sie Platz 1 der deutschen Charts erreichten. Auf dem am 14. Mai 2021 erschienenen Sampler 5 der 187 Strassenbande ist er an sieben von 15 Liedern beteiligt, inklusive des Solotracks So muss sein!. Am 14. September 2023 erschien mit Obststand 3 das dritte gemeinsame Album von Maxwell und LX.

## Musikstil
Wie der Rest der 187 Strassenbande verarbeitet Maxwell mit seinen Texten seine Erfahrungen in der Jugend und auf der Hamburger Straße. Viel wichtiger als die Technik seines Rap-Stils sei für Maxwell die Authentizität.

## Prozesse und Verurteilungen
Maxwell wurde am 5. Oktober 2017 vom Amtsgericht Ahrensburg wegen Fahrens ohne Fahrerlaubnis zu einer Freiheitsstrafe von vier Monaten verurteilt, die zur Bewährung ausgesetzt wurde.
Am 2. Juni 2020 verurteilte das Amtsgericht Hamburg-St. Georg Maxwell wegen unerlaubten Besitzes von Betäubungsmitteln und Verstoßes gegen das Waffengesetz zu einer Geldstrafe von 20.000 Euro (100 Tagessätze à 200 Euro). Die Staatsanwaltschaft hatte zuvor höhere Tagessatzforderungen gestellt, die Richterin reduzierte das Strafmaß unter anderem aufgrund nicht eindeutig zuordenbarer Funde aus seiner Wohnung und seines schwankenden Einkommens in Folge der COVID-19-Pandemie.

## Diskografie
Studioalben

| Jahr | Titel Musiklabel                   | Höchstplatzierung, Gesamtwochen, AuszeichnungChartplatzierungen (Jahr, Titel, Musiklabel, Platzierungen, Wochen, Auszeichnungen, Anmerkungen) | Höchstplatzierung, Gesamtwochen, AuszeichnungChartplatzierungen (Jahr, Titel, Musiklabel, Platzierungen, Wochen, Auszeichnungen, Anmerkungen) | Höchstplatzierung, Gesamtwochen, AuszeichnungChartplatzierungen (Jahr, Titel, Musiklabel, Platzierungen, Wochen, Auszeichnungen, Anmerkungen) | Anmerkungen                          |
| Jahr | Titel Musiklabel                   | DE | AT | CH | Anmerkungen                          |
| ---- | ---------------------------------- | --- | --- | --- | ------------------------------------ |
| 2017 | Kohldampf Auf!Keinen!Fall! (UMG)   | DE2 (10 Wo.)DE | AT3 (2 Wo.)AT | CH10 (2 Wo.)CH | Erstveröffentlichung: 24. März 2017  |
| 2022 | Kein Plan Chapter ONE (UMG)        | DE4 (4 Wo.)DE | AT9 (2 Wo.)AT | CH9 (2 Wo.)CH | Erstveröffentlichung: 26. Mai 2022   |
| 2025 | Drunter & drüber Chapter ONE (UMG) | DE9 (… Wo.)DE | AT11 (… Wo.)AT | CH28 (… Wo.)CH | Erstveröffentlichung: 7. August 2025 |